# 폴란드 U-16 축구 국가대표팀
폴란드 U-16 축구 국가대표팀(폴란드어: Reprezentacja Polski U-16 w piłce nożnej)은 폴란드를 대표하는 16세 이하의 축구 국가대표팀으로, 폴란드의 축구 관리 기관인 폴란드 축구 협회의 관리를 받는다. UEFA U-16 축구 선수권 대회에 7번 참가해 1993년에는 우승을 차지했다.

## 역대 감독
| 감독                | 임기 |
| ------------------- | ---- |
| 브와디스와프 주무다 | 2008 |